# Mòdul de memòria

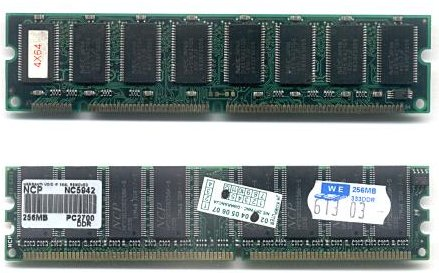
Dos tipus de DIMM (mòduls de memòria en línia duals): un mòdul SDRAM de 168 pins (a la part superior) i un mòdul DDR SDRAM de 184 pins (a baix).

En informàtica, un mòdul de memòria o memòria RAM (memoria d'accés aleatori) és una placa de circuit imprès on es munten circuits integrats de memòria. Els mòduls de memòria permeten una fàcil instal·lació i substitució en sistemes electrònics, especialment en ordinadors com ara ordinadors personals, estacions de treball i servidors. Els primers mòduls de memòria eren dissenys propietaris específics per a un model d'ordinador d'un fabricant específic. Més tard, els mòduls de memòria van ser estandarditzats per organitzacions com JEDEC i es podien utilitzar en qualsevol sistema dissenyat per utilitzar-los.

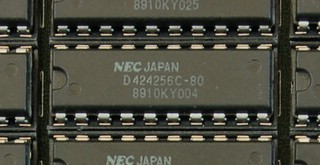
Una DRAM DIP 256 x 4 kibits de 20 pins en una targeta de memòria de PC antiga, normalment Arquitectura estàndard de la indústria

Els tipus de mòduls de memòria inclouen:
- Mòdul de memòria TransFlash
- SIMM, un únic mòdul de memòria en línia
- DIMM, mòdul de memòria dual en línia
  - Els mòduls de memòria Rambus són un subconjunt de DIMM, però normalment s'anomenen RIMM
  - SO-DIMM, DIMM de contorn petit, una versió més petita del DIMM, utilitzat en ordinadors portàtilsPaquets DRAM comuns. De dalt a baix: DIP, SIPP, SIMM (30 pins), SIMM (72 pins), DIMM (168 pins), DDR DIMM (184 pins).

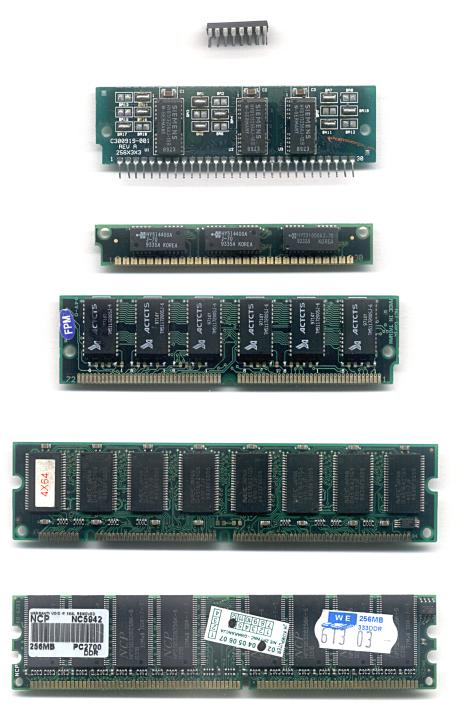
Paquets DRAM comuns. De dalt a baix: DIP, SIPP, SIMM (30 pins), SIMM (72 pins), DIMM (168 pins), DDR DIMM (184 pins).

- Mòdul de memòria connectat per compressió, més prim que SO-DIMM

Les característiques distintives dels mòduls de memòria d'ordinador inclouen el voltatge, la capacitat, la velocitat (és a dir, la velocitat de bits) i el factor de forma. Per raons econòmiques, les grans memòries (principals) que es troben en ordinadors personals, estacions de treball i consoles de jocs no portàtils (com PlayStation i Xbox) normalment consisteixen en RAM dinàmica (DRAM). Altres parts de l'ordinador, com ara les memòries cau, normalment utilitzen RAM estàtica (SRAM). De vegades s'utilitzen petites quantitats de SRAM en el mateix paquet que la DRAM. Tanmateix, com que la SRAM té una gran potència de fuga i una baixa densitat, recentment s'ha utilitzat la DRAM apilada per dissenyar memòria cau de processadors de mida de diversos megabytes.
Físicament, la majoria de DRAM està empaquetada en resina epoxi negra.

16 GiB DDR4-2666 de 288 pins 1.2 V UDIMMs

## Formats DRAM generals
La memòria dinàmica d'accés aleatori es produeix com a circuits integrats (CI) units i muntats en paquets de plàstic amb pins metàl·lics per connectar-los a senyals de control i busos. En els primers ús, els circuits integrats de DRAM individuals normalment s'instal·laven directament a la placa base o a les targetes d'expansió ISA; més tard es van muntar en mòduls endollables multixip (DIMM, SIMM, etc). Alguns tipus de mòduls estàndard són:
- Xip DRAM (circuit integrat o IC)
  - Paquet en línia dual (DIP /DIL)
  - Paquet en línia en zig-zag (ZIP)
- Mòduls DRAM (memoria).
  - Paquet de pins en línia únic (SIPP)
  - Mòdul de memòria en línia únic (SIMM)
  - Mòdul de memòria en línia dual (DIMM)
  - Mòdul de memòria en línia Rambus (RIMM), tècnicament DIMM però anomenats RIMM a causa de la seva ranura pròpia.
  - Els DIMM de contorn petit (SO-DIMM), aproximadament la meitat de la mida dels DIMM normals, s'utilitzen principalment en ordinadors portàtils, ordinadors de petit format (com ara plaques base Mini-ITX), impressores d'oficina actualitzables i maquinari de xarxa com encaminadors.
  - RIMM petit contorn (SO-RIMM). Versió més petita del RIMM, utilitzada en ordinadors portàtils. Tècnicament SO-DIMM però anomenats SO-RIMM a causa de la seva ranura pròpia.
  - Compression Attached Memory Module (CAMM), un format propietari de Dell que esperen que s'adopti com a estàndard.
- Mòduls RAM apilats o no apilats
  - Els mòduls de RAM apilats contenen dos o més xips de RAM apilats uns sobre els altres. Això permet fabricar mòduls grans amb oblies de baixa densitat més barates. Els mòduls de xip apilats consumeixen més potència i solen funcionar més calents que els mòduls no apilats. Els mòduls apilats es poden empaquetar utilitzant el TSOP més antic o els xips IC d'estil BGA més recents. Troqueles de silici connectades amb unió de filferro més antiga o TSV més recent.
  - Existeixen diversos enfocaments de RAM apilada proposats, amb TSV i interfícies molt més àmplies, inclòs Wide E/S, ample E/S 2, cub de memòria híbrid i memòria d'amplada de banda alta.